# 아메리칸 스플렌더
《아메리칸 스플렌더》(영어: American Splendor)는 2003년 개봉된 미국의 코미디 영화이다.

## 줄거리
1950년 할로윈에 11세의 하비 피카는 트릭 오어 트리팅을 위해 슈퍼히어로 복장을 입는 것을 거부한다. 몇 년 후, 하비는 클리블랜드 거리를 걷는 모습이 보이고, 실제 하비 피카는 다큐멘터리 스타일의 장면에서 등장한다. 1975년, 하비는 건강염려증을 보이면서 목 의사를 방문한다. 그의 아내는 그들의 생활 방식을 비웃고 떠난다. 재향군인병원에서 서류 정리원으로 일하는 하비에게 미스터 보츠는 엘리너 와일리의 시에서 조언을 해준다.
다큐멘터리 장면에서 실제 하비는 그의 아르바이트인 중고 음반 수집/판매에 대해 이야기한다. 1962년으로 플래시백하여, 하비는 마당 세일에서 수줍음 많은 삽화가 로버트 크럼을 만나 재즈와 만화로 유대감을 형성한다. 1975년으로 돌아와, 이제 유명해진 크럼이 클리블랜드를 방문한다. 좌절하고 혼자인 하비는 재향군인병원의 "사망" 파일에서 냉정한 순간을 맞이하고, 이것이 그가 자신의 이야기를 쓰게 되는 계기가 된다. 슈퍼마켓에서 발생한 사건에 영감을 받아 그는 밤새도록 글을 쓴다. 식당에서 하비는 크럼에게 자신의 만화 스크립트를 보여주고, 크럼은 그것들을 그려주겠다고 제안한다.
하비는 아메리칸 스플렌더 여덟 권을 출판하여 비평가들의 찬사를 받지만 재정적인 이득은 거의 얻지 못하고 서류 정리원으로 남는다. 그는 옛 대학 동창인 앨리스 퀸과 재회하여 시어도어 드라이저의 소설 제니 거하트에 대해 이야기하지만, 더욱 외로움을 느끼며 떠난다.
한편, 델라웨어에서 조이스는 만화책 가게의 파트너가 자신의 아메리칸 스플렌더 8호 사본을 팔아버린 것에 좌절한다. 그녀는 하비와 편지를 주고받기 시작하고, 하비는 열정적으로 답장한다. 그들은 서로가 마음이 맞는 영혼임을 깨닫고, 그녀는 그를 만나기 위해 클리블랜드로 간다. 저녁 식사 후, 조이스는 하비의 아파트에서 병이 나고, 하비는 그녀를 돌본다. 조이스는 그들이 교제를 건너뛰고 결혼하자고 제안한다.
일주일 후, 하비는 동료인 토비 래들로프가 차에서 밥을 먹으며 털리도로 기숙사 대소동 시사회에 가는 것을 본다. 하비는 조이스와 결혼하고 그녀가 클리블랜드로 이사하는 것을 돕기 위해 델라웨어로 향한다. 실제 조이스 브래브너는 하비의 이야기 속 인물이 된 것에 대해 이야기한다.
결혼 후, 하비와 조이스는 토비와 함께 기숙사 대소동을 보러 가지만, 하비는 그것이 시시하다고 생각한다. 아파트로 돌아온 조이스는 하비의 소유물에 대해 불평하지만, 그들의 말다툼은 아메리칸 스플렌더를 연극으로 각색하고 싶어 하는 극장 프로듀서에 의해 중단된다. 로스앤젤레스 데뷔 후, 하비의 성공은 커지지만, 조이스의 감정적인 어려움과 자녀를 향한 갈망으로 복잡해진다. 한 프로듀서는 하비에게 데이비드 레터먼의 레이트 나이트 위드 데이비드 레터맨에 게스트 출연을 제안한다. 하비의 출연은 히트를 치고, 토비는 MTV 스타가 된다.
클리블랜드에서 하비는 아메리칸 스플렌더 때문이 아니라 레이트 나이트 때문에 알아봐 주는 것에 분노한다. 조이스는 성취감을 찾기 위해 하비의 허락 없이 평화 회의에 참석한다. 어느 날 밤, 하비는 사타구니에 덩어리를 발견한다.
조이스가 없는 동안, 하비는 "NBC 파업 중" 티셔츠를 입고 레이트 나이트에 다시 출연하여 혼란을 야기한다. 조이스가 돌아오고, 하비의 덩어리를 발견하며, 그는 림프종 진단을 받는다. 그녀는 그것에 대해 만화책을 만들자고 제안하지만, 그는 저항한다. 그녀는 프레드라는 예술가를 고용하여 그 경험을 그려달라고 한다. 프레드는 그의 딸 다니엘을 데려오고, 조이스는 그녀를 무척 좋아한다. 하비는 마지못해 참여에 동의하고 프레드에게 계속 다니엘을 데려오라고 부탁한다.
하비의 치료는 힘들다. 그는 자신이 실제 인물인지 만화 캐릭터인지 의문을 품고 죽으면 이야기의 끝이 어떻게 될지 생각한다. 하비는 전화번호부에 있는 다른 하비 피카들을 꿈꾼다. 1년 후, 하비와 조이스는 완성된 아워 캔서 이어에 서명하고, 그는 암이 없다고 선언된다. 그들은 다니엘을 입양하고, 하비는 부모 역할에 적응한다. 실제 하비는 재향군인병원에서 은퇴하고, 직원들은 조이스, 다니엘, 하비가 포옹하는 은퇴 파티를 열어준다.

## 한국판 성우진(KBS)
- 김일 - 배우 하비(폴 지어마티)
- 김정호 - 실제 하비
- 정현경 - 조이스(호프 데이비스/조이스 브라브너 본인)
- 이재용 - 크럼(제임스 어바니악)
- 노민 - 보츠(얼 빌링즈)
- 안경진 - 앨리스(매기 무어)
- 서문석 - 실제 토비
- 이원준 - 배우 토비(주다 프리들랜더)
- 유호한 - 프레드(제임스 맥카프리)
- 오인실 - 다니엘(매들린 스위튼)
- 안소이 - 라나(비비안 베네쉬)
- 백승철 - 마티(대니 호치)